# Der Klang der Stille
Der Klang der Stille (Originaltitel: The Silent Touch bzw. Dotknięcie ręki) ist ein britisch-polnisch-dänisches Filmdrama von Krzysztof Zanussi aus dem Jahr 1992. Zanussi musste wegen seiner Nähe zur Gewerkschaft Solidarność 1980 Polen verlassen und Filme im Ausland drehen, was ihn zu diesem Film inspiriert hat. Der Film lief im Kino und wurde 1993 auf dem Münchner Filmfest gezeigt.

## Handlung
Der junge Stefan Bugajski, Student der Musikwissenschaft an der Krakauer Universität, wacht wieder einmal von einer aufrüttelnden Melodie auf. Er stürzt mitten in der Nacht zu seinem Professor Jerzy Kern. Sie rätseln über diese Melodie. Der Student glaubt, dass nur der geniale, ungarische Komponist Henry Kesdi diese Melodie zu einer Sinfonie formen kann. Doch der, wie er vom Professor erfährt, ist ein Opfer des Holocaust. Er selbst überlebte zwar, aber seine geliebte Frau nicht. Er hat deswegen seit 40 Jahren nicht mehr komponiert und lebt zurückgezogen mit seiner zweiten Frau Helene in Dänemark, dem Alkohol verfallen. Getrieben davon, dass aus dieser Melodie eine Sinfonie werden muss, reist der Student mit Rucksack und Schlafsack nach Dänemark zum abgeschirmten Anwesen Kesdis mit einem Empfehlungsschreiben von Kern, der mit Kesdi gemeinsam studiert hat.
Es ist sehr schwer, durch den Kreis der Abwehr zu Kesdi vorzudringen. Stefan gelingt es, in dem er Mittel erspürt, die Kesdis körperliche Beschwerden lindern. Doch als Stefan über das Komponieren spricht, verletzt Kesdi ihn in aufflackerndem Zorn mit einem Messer schwer am Arm. Kesdis Gewissensbisse, dass er sich so weit gehen ließ, den jungen Mann so zu verletzen, sind der Türöffner für Stefan. Die Melodie, die ihm Stefan vorspielt, erkennt Kesdi als eine alte jüdische Weise, die er einmal selbst verarbeiten wollte. Die Inspiration durch die Melodie, die besondere Begabung von Stefan durch Händeauflegen, überhaupt durch seine Anwesenheit seinen Gesundheitszustand positiv zu beeinflussen, führen dazu, dass Kesdi wieder auflebt und beginnt, tatsächlich an die Komposition einer Sinfonie auf Basis dieser Melodie zu denken. Er, der über Siebzigjährige, fühlt wieder Tatkraft und wendet sich sogar seiner ihm mit endloser Geduld dienenden Ehefrau Helene wieder liebevoll zu. 
Stefan fordert ihn nun auch direkt auf, die Sinfonie zu komponieren, um damit dem Guten zu dienen, gerade im Andenken an die Opfer des Holocaust. Es sei eine Verpflichtung, hätte er doch das Rüstzeug dazu, sein Talent, dazu. Kesdi sucht nun eine assistierende Musiksekretärin, um die Komposition in lesbare Notenschrift zu übertragen. Doch unter den Bewerbern auf eine entsprechende Anzeige ist niemand, der sich eignet. Wieder ist es Stefan, der eine Studentin in der Universität findet, zwischen der und Kesdi sofort Sympathie besteht. Dieses Schwingen zwischen Kesdi und Annette Berg fördert den Schaffensprozess. Es ist ein Schwingen, das auch hohe erotische Anteile hat. Kesdi trifft sich mit Annette in der Stadt. Doch die heimliche körperliche Liebe scheitert am Alter von Kesdi. Kesdi wütet in Enttäuschung und ist dabei, das bisher Geschaffene zu verbrennen. Wieder soll ihm Stefan helfen, wieder gelingt es ihm. Aber es fällt ihm schwer. Er wirft Kesdi maßlosen Egoismus vor, der offensichtlich auch zum Schaffensprozess gehört. Stefan hatte Annette doch gefunden, fand sie interessant, liebenswert. Nach einer wilden Liebesnacht mit Annette in gegenseitigem Begehren, in gegenseitiger Liebe, setzt Kesdi die Arbeit an der Sinfonie fort. Helene hat diese Entwicklung mitbekommen. Sie ist bedrückt, aber revoltiert nicht.
Dann, während seiner Geburtstagsfeier, täuscht Kesdi zum Spaß einen Herzanfall vor. Er ist erstaunlich gesundet, verjüngt, wie sein Arzt feststellt. Aber Stefan bricht zusammen. Seine Wunde, die ihm Kesdi beibrachte, blutet wieder. Er muss ins Krankenhaus. Sein Immunsystem sei ganz schwach, diagnostiziert der Arzt. Helene besucht ihm im Krankenhaus und bittet ihn, wieder nach Polen zurückzukehren, Er sei der Quell einer Veränderung in ihrem Leben, wie sie es nicht will. Auch Kesdis Hausarzt will wissen, was ihn treibt, so sehr um die Entstehung der Sinfonie zu kämpfen, dass er selbst Schwächeanfälle erfährt. Es soll aber eine Antwort werden, die er auch verstehen kann. Stefan sagt, dass er endlich wieder ruhig schlafen will.
Es kommt zu einer brillanten Aufführung der Sinfonie vor einem vollen Konzertsaal, Stefan hört sie im Krankenbett. Während der Aufführung gesteht Annette Helene, dass sie schwanger ist. Doch die Vorhersage des Arztes erfüllt sich: Die jugendliche Gesundheit alten Mannes ist ein letztes Aufbäumen. Im Beifallssturm nach dem Ende bricht Kesdi zusammen und wird ins Krankenhaus gebracht.
Zwei Jahre später sieht man Stefan, wie er Musikwissenschaft in Krakau lehrt. Da erreicht ihn ein Anruf von Helene, die ihn bittet zu kommen. Als Stefan ankommt, findet er Annette und auch Helene, die sich um Kesdis Sohn Thomas bemühen, doch Kesdi selbst findet er wieder gebrochen vor, ein dahindämmernder Greis. Diesmal sagt Stefan ihm aber unter Tränen, dass er sich so leer fühle. Kesdi antwortet mit der Frage, ob er ihn diesmal aufrichten soll. Er erinnert ihn an das Rüstzeug. Dann schläft er ein. Stefan, im Gefühl der Trauer über seine innere Leere, tritt an das Bett des kleinen Thomas heran. Er nimmt ihn heraus. Beide kommunizieren und die Trauer weicht aus Stefans Gesicht.

## Produktion
Mark Forstater Productions Ltd. (London), Zespól Filmowy „Tor“ (Warschaus) und Metronome Productions A/S (Kopenhagen) produzierten den Film.
Die Musik des Filmes stammt aus dem Werk „Exodus“ (1981) für Chor und Orchester von Wojciech Kilar, das das Buch Exodus und die Situation Polens kurz vor der Einführung des Kriegsrechts (13. Dezember 1981) in Beziehung setzt.

## Rezeption
Mirella Napolska bemerkt, dass es 10 Jahre brauchte, ehe dieses teuflische Drehbuch umgesetzt werden konnte. Eine Geschichte über die 'Undefinierbarkeit des Genius', über die Metaphysik der Inspiration und über den Preis von Kunst und, in einem allgemeineren Sinne, über die Koexistenz oder sogar bizarre Kollaboration von Gutem und Bösem, inspiriert durch das irdische Heilige und Profane.

Max von Sydow erhielt den Preis des Filmfestivals in Tokio 1992 für die Darstellung von Henry Kesdi.